# Tiboninc
Tiboninc egy középkori vár volt Horvátországban, a Kapronca-Kőrös megyei Sveta Ana település határában.

## Fekvése
A Szentgyörgyvártól délnyugatra lévő Sveta Ana (Szentanna) falutól keletre emelkedő meredek dombon találhatók „Thybonincz” várának maradványai. A domb csúcsáig, melyre a várat felépítették egy kanyargós ösvény vezet fel, mely a faluban lévő templomnál Antun Miletić házánál kezdődik.

## Története
A várat 1366 előtt egy Thyba nevű nemes építette. Első említése 1366 augusztus 1-jén egy peres okiratban történt, néhány komarnicai nemes között ugyanis vita támadt egyes birtokaik határai miatt, és azok megállapításáról egy okirat is kiadásra került. Az okiratban Thyba István nevű fia is szerepel. Egy 1481-ben zajló vitáról volt szóló okiratban egy bilogorai nemes elítélésével kapcsolatban még megemlítenek egy de Was de Thybonyncz Istvánt (Stephanus de Was de Thybonyncz) is. A Ferdinánd és Szapolyai János közötti trónharcok idején a valamikori Thyba birtokai már Szapolyaihoz tartoztak, ugyanis 1530-ban már ő adományozta Bwdor de Budrouch András szomszédos nemesnek. Mivel ő Szapolyai pártján állt a várat a Haubtman Caspar von Kharschan vezette Ferdinánd-párti sereg elfoglalta és lerombolta, de az is lehet, hogy a török romblota le 1552-ben Verőce várának eleste után.

## Leírása
A Thyba, Thybana név abban az időben és ezen a területen nagyon ritka. Érdekesség, hogy a Felvidéken a néhai Ung- és Zemplén vármegyék határán volt egy Tiba nevű vár. Tehát a név mindenképpen személynévi eredetű.
A várat egy majdnem szabályos téglalap alakú magaslatra emelték, amely mellett egy ugyancsak szabályos téglalap alakú sík terület található. A központi magaslat mellett egy bizonyos Ljuba Pintar nevű lakos földbevájt háza van, aki az itt lévő telkét műveli. Az ásások során, gyakran találnak itt különboző tárgyakat. Így 1935 körül egy pecsétnyomót találtak a „Sigill. Antonii judici” felirattal. Ezen kívül néhány nyílhegy, egy meglehetősen rossz állapotú sisak és egy bronzból készült gyertyatartó is előkerült. Minden itt talált tárgyat dr. Wagner Rudolf Belovárba vitt, aki régészeti és kultúrtörténet kiállítását ezekkel a tárgyakkal egészítette ki. Az ő halála után, a tárgyak nagy része a Nöthig család tulajdonába ment át. A pecsétnyomó még 1985-ben is megvolt Zvonko Lovrenčević birtokában.

## Kutatástörténete
2010. június 7. és 10. között a Horvát Régészeti Intézet a helyszínen rövid próbaásatást végzett. A régészeti munkák megrendelője Đurđevac (Szentgyörgyvár) városa volt. Az ásatás vezetői dr. Tatjana Tkalčec és Siniša Krznar voltak. Zvonko Lovrenčević és Paškal Cvekan ezt a helyet a középkori Thybonincz várával azonosították. Később Cvekan a középkori Sušica (Zwsida) várával azonosította. Nemrégiben a történelmi adatok elemzése alapján Ranko Pavleš fejezte ki azt a véleményét, hogy ezen a helyen nem Thybonincz található, hanem Cvekan tézisével értett egyet, miszerint Gradinán a középkori Sušica található. A késő középkori erőd körülbelül 40 m-rel magasodik a falu szintje fölé. Egy hosszúkás-ovális északi kiemelkedésből áll, majdnem téglalap alakú alaprajzzal, melynek méretei 32,5x19,5 m, valamint egy déli, kisebb magasságban levő, árokkal védett töltéskomplexumból áll. A közöttük lévő árok körülbelül 20 m széles, melynek mesterséges kiépítése észrevehető. Ez valószínűleg tovább emelte a főrész magasságát. Az egész komplexum részeként van egy alacsonyabb nagyobb természetes fennsík is, a főrésztől keletre.
A teljes vizsgált terület 15 m2 volt, melyből körülbelül 12 m2-t tártak fel. A nyitott szondában egykor fából készült cölöpök alapjaiból és több hulladékgödörből álló lyukak sorát, valamint kerámiaedények töredékeit és állatcsontokat találtak. A cölöpök valószínűleg valamilyen fa tárgy maradványai, sűrű elrendezésük és nagy átmérőjük egy fából készült szerkezetre utal, amely egy masszívabb építményt, talán egy fábólkészült erődöt tartott. A konyhai és asztali kerámiák alapján a nemesek lakótornya lehetett. A leletek általában a 13. század második felétől a 15. század közepéig, a legnagyobb valószínűséggel a 14. és 15. század közötti átmenetre datálhatók. 